# Мелешкі
Мелешкі (пол. Mieleszki) — село в Польщі, у гміні Ґрудек Білостоцького повіту Підляського воєводства.
Населення — 145 осіб (2011).
У 1975-1998 роках село належало до Білостоцького воєводства.

## Демографія
Демографічна структура станом на 31 березня 2011 року:
|          | Загалом | Допрацездатний вік | Працездатний вік | Постпрацездатний вік |
| -------- | ------- | ------------------ | ---------------- | -------------------- |
| Чоловіки | 74      | 7                  | 51               | 16                   |
| Жінки    | 71      | 14                 | 22               | 35                   |
| Разом    | 145     | 21                 | 73               | 51                   |